# Ove Mandrup-Poulsen
Ove Mandrup-Poulsen (født 9. marts 1899 på Frederiksberg, død 14. december 1984 i Viborg) var en dansk arkitekt og modstandsmand under Besættelsen. Han var far til civilingeniør Rolf Mandrup-Poulsen (1929-2011) og derved farfar til arkitekt Dorte Mandrup.
Arkitekturinteressen kom ikke fra fremmede, eftersom hans forældre var arkitekt Christian Mandrup-Poulsen og Wilhelmine (Willy) Caroline Jensine Margrethe Frost. Han blev uddannet på Københavns bygningstekniske skole og på Kunstakademiets Arkitektskole, var ansat hos københavnske arkitekter og på faderens tegnestue, var på studierejser i de fleste europæiske lande, drev selvstændig arkitektvirksomhed i København 1930-40; senere gårdejer.
Han var bygningsteknisk rådgiver for Dansk Idrætsforbund 1935-70; vurderingsmand for Østifternes Kreditforening 1941-66; medlem af bestyrelsen for Nørrebros Grundejerforening, æresmedlem af Dansk Arkitektforening 1945 og overordentligt medlem af Akademisk Arkitektforening 1947.
Han var afsnitschef for modstandsbevægelsens afsnit 2, region 6, blev arresteret af Gestapo i december 1943 og sat i Vestre Fængsel og Horserødlejren. Efter krigen blev han oberstløjtnant af reserven i Ingeniørtropperne 1946-56.
Mandrup-Poulsen blev gift 1. gang 4. august 1928 i Tårbæk med Sigrid Margrete Hansen (5. august 1890 i Eggeslevmagle – 16. juni 1979 i Bagsværd), datter af skovfoged Frederik H. og Emma Henriette Luise Callesen. Ægteskabet blev opløst 1957, og han giftede sig 2. gang 4. maj 1957 i Ringkøbing med assistent Vibeke Wöldike, f. Lose Andersen-Kjær (7. februar 1917 i Göteborg), datter af politiass. Anton A.-K. og Jutta Augusta Lose. Han er begravet på Asmild Kirkegård.

## Værker
- Byplan for Fredericia (1929, sammen med K.V. Jensen og E.H. Sternow, 2. præmie)
- Eget hus, Vilvordevej 59, Charlottenlund (1928)
- Udvidelse af klubhus for Danske Studenters Roklub, Strandvænget 55, Svanemøllen (1938)
- Endvidere enfamliehuse, sommerhuse og beboelsesejendomme i 1930'erne.